# Dick Schoof
Dick Schoof (Santpoort, 1957. március 8. –)  holland politikus. Hollandia miniszterelnöke.

## Élete
1975 és 1982 között város- és regionális tervezést tanult a nijmegeni Radboud Egyetemen, majd a Holland Önkormányzatok Szövetségében (Vereniging van Nederlandse Gemeenten) dolgozott.
1988-ban az Oktatási, Kulturális és Tudományos Minisztérium (Ministerie van Onderwijs, Cultuur en Wetenschap) köztisztviselője lett. 2003 és 2010 között a Belügyminisztérium és a Királyság-kapcsolatok (Ministerie van Binnenlandse Zaken en Koninkrijksrelaties) közrendi és biztonsági főigazgatója volt. 2010-ben Schoof az Igazságügyi Minisztérium rendőrségi főigazgatója lett.
Schoof 2020-ig a Munkáspárt (PvdA) tagja volt.

## Miniszterelnök
2024.július 2-án lépett hivatalba.Hollandia első független miniszterelnöke. Négy párti koalíció választotta őt.
A PVV-VVD-NSC-BBB koalíció.

## Fordítás
- Ez a szócikk részben vagy egészben  a   Dick Schoof című holland Wikipédia-szócikk fordításán alapul.  Az eredeti cikk szerkesztőit annak laptörténete sorolja fel. Ez a jelzés csupán a megfogalmazás eredetét és a szerzői jogokat jelzi, nem szolgál a cikkben szereplő információk forrásmegjelöléseként.
- Ez a szócikk részben vagy egészben  a   Dick Schoof című német Wikipédia-szócikk fordításán alapul.  Az eredeti cikk szerkesztőit annak laptörténete sorolja fel. Ez a jelzés csupán a megfogalmazás eredetét és a szerzői jogokat jelzi, nem szolgál a cikkben szereplő információk forrásmegjelöléseként.